# Moneta hunanica
Moneta hunanica là một loài nhện trong họ Theridiidae.
Loài này thuộc chi Moneta. Moneta hunanica được Chuandian Zhu miêu tả năm 1998.